# Legislatura 2008–2012 a Parlamentului României
La alegerile parlamentare din 2008, care au avut loc pe 30 noiembrie, niciun partid nu a câștigat majoritatea absolută. Partidul Democrat Liberal a câștigat cel mai mare număr de mandate, urmat îndeaproape de alianța dintre Partidul Social Democrat și Partidul Conservator. Se credea că cel de-al treilea partid clasat, Partidul Național Liberal, deține cheia pentru formarea noului guvern. Acesta a cerut postul de Prim-Ministru în negocierile sale cu celelalte două partide majore.
În cele din urmă, Partidul Democrat Liberal și Partidul Social Democrat au semnat un acord de coaliție, în urma căruia Theodor Stolojan a fost desemnat ca Prim-Ministru. Două zile mai târziu, în mod inexplicabil, Stolojan a renunțat la această numire, și a fost înlocuit de Emil Boc, președinte al Partidul Democrat Liberal și  primar în Cluj-Napoca. Partidul Național Liberal, Uniunea Democrată a Maghiarilor din România și cele 18 partide minoritare au format Opoziția Parlamentară.
Coaliția a avut inițial sprijinul a aproximativ 70% dintre parlamentari, dar social-democrații s-au retras din coaliție pe 1 octombrie 2009, în semn de protest față de demiterea ministrului de interne Dan Nica, iar guvernul a căzut în urma unei moțiuni de cenzură pe 13 octombrie.

## Senat
Funcția de Președinte al Senatului pentru această legislatură a fost ocupată de Mircea Geoană, fost președinte al PSD, între 19 decembrie 2008 și 23 noiembrie 2011. El a fost înlocuit cu Vasile Blaga pe 28 noiembrie 2011. Pe 3 iulie 2012, Crin Antonescu l-a înlocuit pe Blaga la Președinția Senatului. În timpul mandatului de Președinte interimar al României al lui Antonescu, activitatea de la Senat a fost prezidată de către vicepreședintele Petru Filip. Filip a trecut de la PDL la PSD la moțiunea de cenzură împotriva guvernului Ungureanu. De asemenea, el a fost și Președinte interimar al Senatului între îndepărtarea de la putere a lui Geoană și alegerea lui Blaga din 2011. La acea vreme era vicepreședinte al PDL.
| Partid | Partid                                      | Mandate alese  | Mandate alese  | Pierdute       | Câștigate      | Mandate la final | Mandate la final |
| Partid | Partid                                      | Mandate        | %              | Pierdute       | Câștigate      | Mandate          | %                |
| ------ | ------------------------------------------- | -------------- | -------------- | -------------- | -------------- | ---------------- | ---------------- |
|        | Partidul Democrat Liberal                   | 51             | 37.22%         | 19             | 2              | 35               | 25.54%           |
|        | Partidul Social Democrat                    | 49             | 35.76%         | 15             | 3              | 40               | 29.19%           |
|        | Partidul Național Liberal                   | 28             | 20.43%         | 16             | 4              | 27               | 19.70%           |
|        | Uniunea Democrată a Maghiarilor din România | 9              | 6.57%          | 2              | 0              | 7                | 5.10%            |
|        | Uniunea Națională pentru Progresul României | —              | —              | 4              | 12             | 12               | 8.75%            |
|        | Independenți                                | —              | —              |                | 2              | 2                | 1.45%            |
|        | Locuri vacante                              | Locuri vacante | Locuri vacante | Locuri vacante | Locuri vacante | 14               | —                |
| Total  | Total                                       | 137            | 100            | —              | —              | 137              | 100              |

## Camera Deputaților
Pe 19 decembrie 2008, Roberta Anastase a fost aleasă Președinte al Camerei Deputaților ca membră a PDL. Ea a fost înlăturată de la putere pe 3 iulie 2012 și înlocuită cu Valeriu Zgonea, vicepreședinte al camerei la acel moment.
| Partid | Partid                                      | Mandate alese  | Mandate alese  | Pierdute       | Câștigate      | Mandate la final | Mandate la final |
| Partid | Partid                                      | Mandate        | %              | Pierdute       | Câștigate      | Mandate          | %                |
| ------ | ------------------------------------------- | -------------- | -------------- | -------------- | -------------- | ---------------- | ---------------- |
|        | Partidul Democrat Liberal                   | 115            | 34.43%         | 29             | 12             | 106              | 31.73%           |
|        | Partidul Social Democrat                    | 114            | 34.13%         | 29             | 2              | 91               | 27.24%           |
|        | Partidul Național Liberal                   | 65             | 19.46%         | 21             | 6              | 56               | 16.76%           |
|        | Uniunea Democrată a Maghiarilor din România | 22             | 6.58%          | 2              | 0              | 20               | 5.98%            |
|        | Partidele minorităților etnice              | 18             | 5.39%          | 2              | 0              | 16               | 4.79%            |
|        | Uniunea Națională pentru Progresul României | —              | —              | 16             | 16             | 12               | 3.59%            |
|        | Independenți                                | Independenți   | Independenți   | Independenți   | Independenți   | 8                | 2.39%            |
|        | Locuri vacante                              | Locuri vacante | Locuri vacante | Locuri vacante | Locuri vacante | 25               | —                |
| Total  | Total                                       | 334            | 100            | —              | —              | 334              | 100              |

În sesiunea de primăvară din 2009 a Parlamentului, au fost constituite două Comisii de Anchetă și o Subcomisie de Anchetă. O comisie a fost formată pentru a cerceta posibila deturnare de bani cheltuiți pe festivități de Ziua Tineretului de către Ministrul Tineretului și Sportului Monica Iacob-Ridzi. Cealaltă comisie l-a investigat pe Ministrul Mediului și Dezvoltării Durabile, Nicolae Nemirschi, cu privire la o posibilă deturnare de bani cheltuiți de ministerul său pe promovarea de programelor guvernamentale. Subcomisia a fost formată pentru a investiga posibila alocare frauduloasă a drepturilor de foraj petrolier din zona Insulei Șerpilor de fostul prim-ministru Călin Popescu-Tăriceanu.
Camera Deputaților s-a reunit într-o sesiune extraordinară în luna iulie pentru a discuta rapoartele Comisiei de Anchetă Ridzi și Subcomisiei de Anchetă Tăriceanu și a forma o nouă Comisie de Anchetă pentru Ministrul Turismului de atunci, Elena Udrea, privind posibilul abuz de bani cheltuiți de minister pe reclame de turism.